# 旧伤 (2014年电影)
《旧伤》（羅馬化：Plae Kao）是一部由沙哈蒙空电影公司制作，M·L·庞帝华诺普·蒂华库拉执导，黛薇卡·霍内、查亚鹏·普帕特领衔主演的泰国爱情悲剧电影。电影改编自克利萨纳·彭布恩的同名小说《旧伤》，于2014年8月12日在泰国上映，并于2014年8月11日进行慈善放映。

## 演员阵容
- 黛薇卡·霍内 饰演 Riam[5][6]
- 查亚鹏·普帕特 饰演 Kwan[7][8]
- 彭帕·瓦其拉本 饰演 Poo Yai Kaen
- 辛扎伊·本班尼 饰演 Khun Ying Thongkhampleow[9][10]
- 那·特哈沙丁·那·阿育他亚 饰演 Somchai
- 彭希里·邦勒瓮 饰演 Joi
- 括拉克·吞考 饰演 Yeun
- 帕兰达·缇塔瓦西娜 饰演 Chompoo
- 贡拉维·素昂吉本 饰演 Chaeng